# Cimetière du Plomeux
De Cimetière du Plomeux is een gemeentelijke begraafplaats in de Franse gemeente Wasquehal (Noorderdepartement). De begraafplaats ligt aan de Avenue du Molinel op 850 m ten noordwesten van het centrum van de gemeente (gemeentehuis), langs het Canal de Roubaix. Ze werd in 1951 aangelegd nadat de oude begraafplaats was volzet. De begraafplaats wordt omsloten door een draadafsluiting en heesters.

## Franse oorlogsgraven

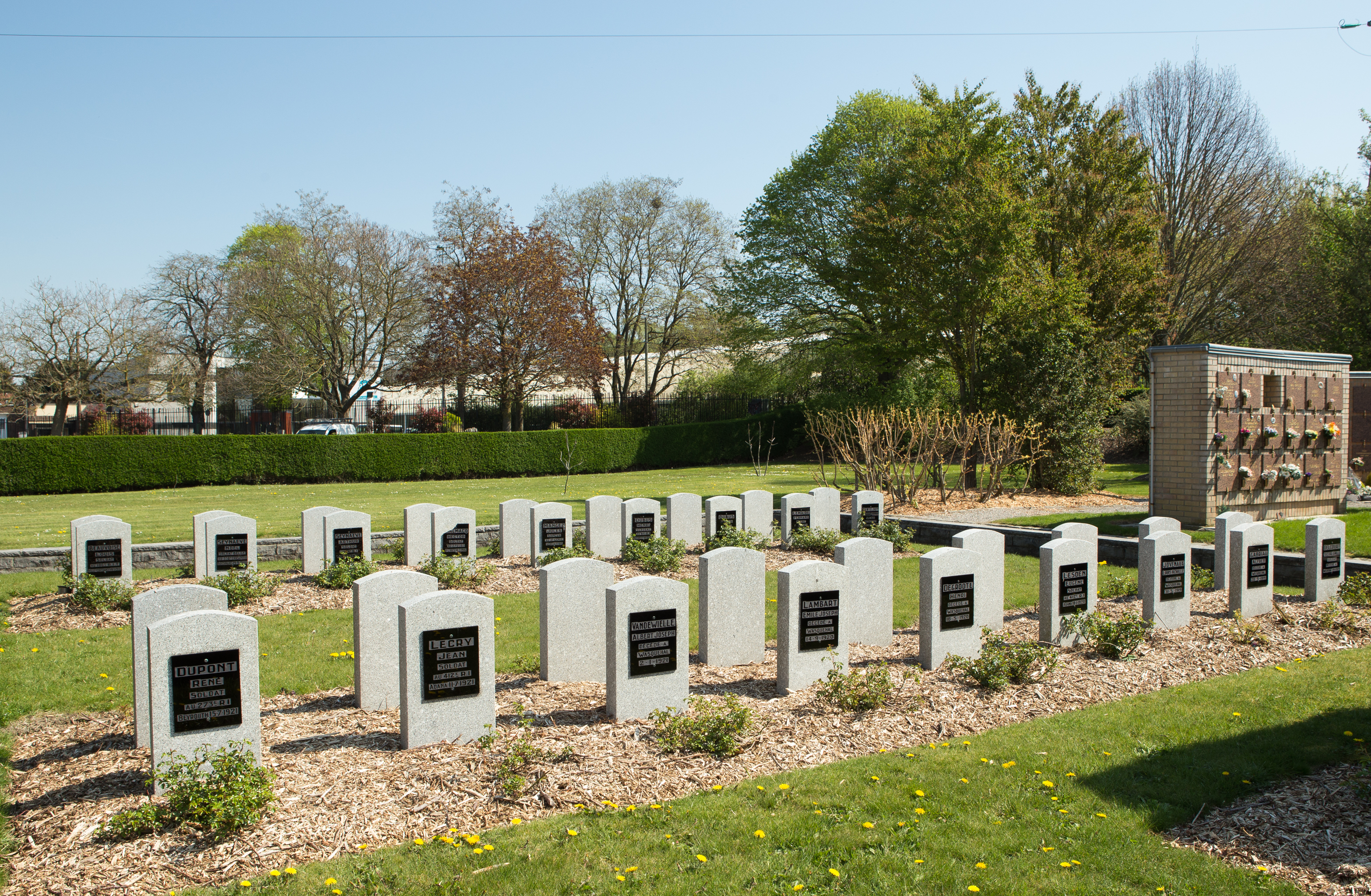
Franse oorlogsgraven

In de noordelijke hoek van de begraafplaats staat een herdenkingszuil voor de gesneuvelde gemeentenaren uit de beide wereldoorlogen. Rond dit gedenkteken ligt een perk met de graven van 114 Franse militairen, oud-strijders en burgers die omkwamen in de Eerste of Tweede Wereldoorlog. Deze graven werden in 1971 overgebracht vanuit de vroegere begraafplaats in het centrum van de gemeente.
Tussen deze graven ligt 1 Britse gesneuvelde militair uit de Tweede Wereldoorlog.

## Brits oorlogsgraf
Tussen de Franse oorlogsgraven ligt het graf van de Britse kanonnier William Johnson. Hij diende bij de Royal Artillery en sneuvelde op 5 december 1939. Zijn grafzerk is niet de gebruikelijke Britse witte Portlandsteen maar van hetzelfde type als de Franse militaire graven.
Bij de Commonwealth War Graves Commission staat zijn graf geregistreerd onder Wasquehal Communal Cemetery.